# Млинско-пекарска индустрија
Млинско-пекарска индустрија је грана прехрамбене индустрије која се бави прерадом житарица и производњом основних намирница (брашно, хлеб, пецива и сл). У Србији је најразвијенија у Војводини, Посавини, Подунављу, Поморављу и око већих потрошачких центара.
Ова грана се бави производњом брашна, хлеба, пецива (Београд, Панчево), макарона (Београд, Вршац) и млевењем паприке (Алева, Хоргош и Нови Кнежевац).